# Estarvielle
Estarvielle ist eine französische Gemeinde mit 34 Einwohnern (Stand 1. Januar 2022) im Département Hautes-Pyrénées in der Region Okzitanien. Sie gehört zum Arrondissement Bagnères-de-Bigorre und zum Kanton Neste, Aure et Louron.

## Geographie
Die Gemeinde liegt in der historischen Provinz Bigorre, in der Landschaft Pays d’Aure.
Nachbargemeinden sind:
- Cazaux-Fréchet-Anéran-Camors im Nordwesten,
- Mont im Westen,
- Loudervielle im Süden
- Armenteule im Südwesten, sowie
- Adervielle-Pouchergues im Westen.

Der Gemeindehauptort liegt im Vallée du Louron am Fluss Neste du Louron, der auch durch Bordères-Louron verläuft. Im Gemeindegebiet überwiegt Bergland und Wald bis in Höhenlagen an die 1100 Meter. Da dieser kaum besiedelt ist, ergibt sich eine geringe Bevölkerungsdichte.

## Bevölkerungsentwicklung
Die Entwicklung der Einwohnerzahl ist durch Volkszählungen, die seit 1962 durchgeführt werden, bekannt. Im 21. Jahrhundert werden in Gemeinden mit weniger als 10.000 Einwohnern alle fünf Jahre Volkszählungen durchgeführt, in größeren Städten jedes Jahr.
| Jahr      | 1962 | 1968 | 1975 | 1982 | 1990 | 1999 | 2007 | 2016 |
| Einwohner | 34   | 41   | 40   | 39   | 35   | 29   | 30   | 34   |

## Wappen
Das Wappen zeigt zwei goldene Speerspitzen auf rotem Grund.

## Sehenswürdigkeiten
Die Gemeinde verfügt über mehrere Kulturdenkmäler, die als Monument historique eingestuft sind.
- Église paroissiale Saint-Pierre (deutsch: Pfarrkirche St. Peter): im 12. Jahrhundert erbaute und im 16. Jahrhundert erweiterte Pfarrkirche
- Château fort (deutsch: Altes Schloss): erbaut im 13. Jahrhundert, und im 19. Jahrhundert erweitert

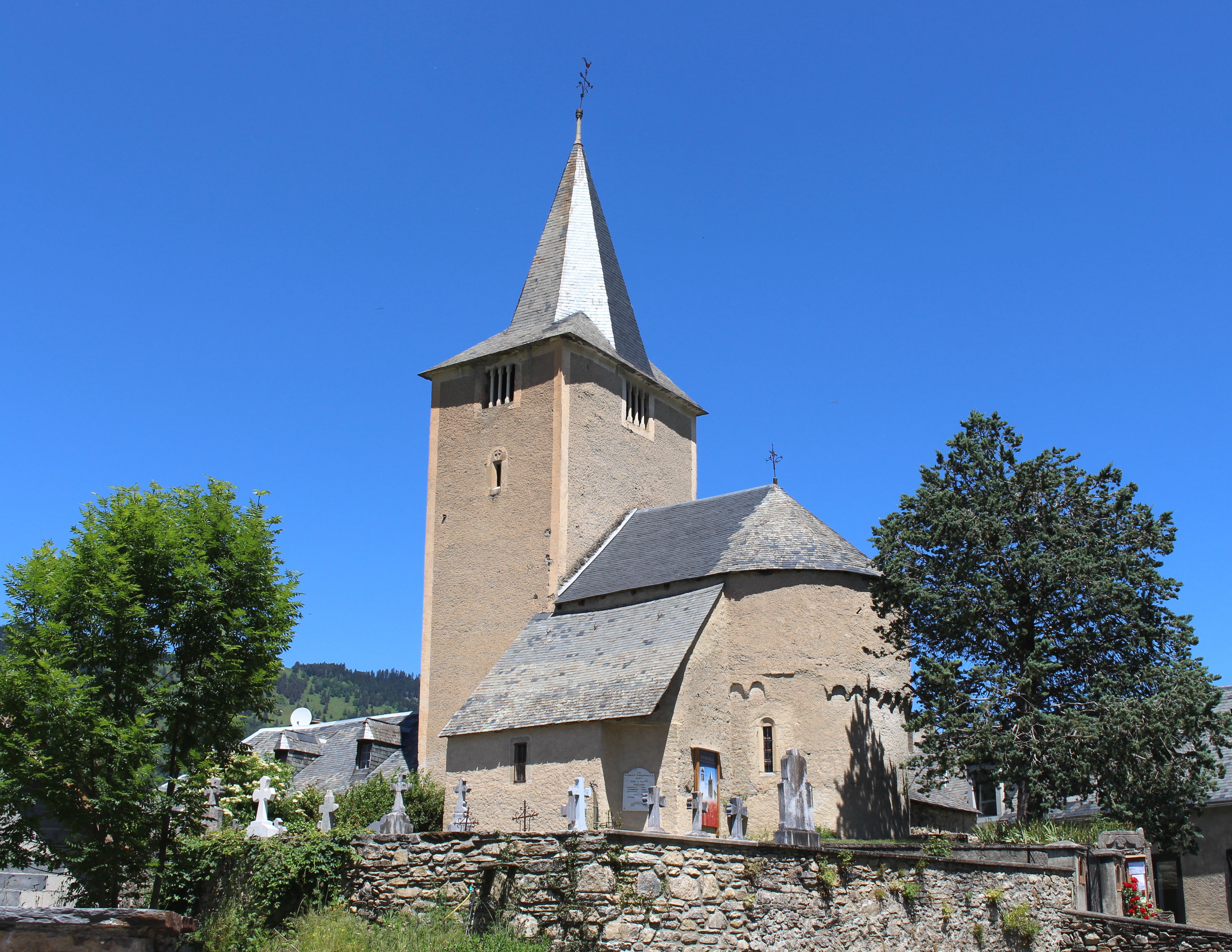
Kirche Saint-Pierre